# Новоандріївка (Сімферопольський район)
Новоандрі́ївка (до 1948 року — Кашик-Деґірмен, крим. Qaşıq Degirmen) — село Сімферопольського району Автономної Республіки Крим.

## Відомі люди
В поселенні народились:
- Абдураманов Узеїр Абдураманович — Герой Радянського Союзу
- Бартошин Віктор Степанович (* 1934) — український прозаїк.